# Heinz Rhode
Heinz Rhode (* 4. März 1901 in Herford; † 3. Februar 1945 in Berlin) war ein deutscher Jurist und Hochschullehrer.

## Leben
Er war der Sohn eines Hotelbesitzers aus Herford. Nach dem Schulbesuch studierte er Rechts- und Staatswissenschaften und promovierte im Jahre 1924 an der Universität Münster zum Dr. jur. Das Thema seiner rechts- und staatswissenschaftlichen Dissertation lautete Die beiderseitige Voraussetzung als Vertragsinhalt. Er war Mitglied der katholischen Studentenverbindungen KDStV Hohenstaufen Im Breisgau (ab 1920) und AV Alsatia Münster sowie zeitweise der AV Austria Innsbruck, alle im CV.
Danach war er als Amtsgerichtsrat und zuletzt als Hochschullehrer tätig. Er war Professor der Rechte an der Wirtschaftshochschule Berlin, ferner Mitglied des Arbeitswissenschaftlichen Instituts der Deutschen Arbeitsfront (DAF), wo ihm die Betreuung des Rechtsreferats oblag. Heinz Rhode war des Weiteren Mitglied der Akademie für Deutsches Recht und trat zum 1. August 1935 der NSDAP bei (Mitgliedsnummer 3.681.042). Außerdem gehörte er der SA, dem Nationalsozialistischen Lehrerbund, dem Nationalsozialistischen Deutschen Dozentenbund und dem Nationalsozialistischen Rechtswahrerbund an.
Sein Hauptwerk Arbeitsrecht, Sozialrecht, Gemeinschaftsrecht erschien kurz vor Kriegsende 1944. Darin stellte er ganz im Sinne des Nationalsozialismus seine Ansichten von der Eingliederung von Arbeits-, Sozial- und Gemeinschaftsrecht in ein volksgemeinschaftliches Rechtssystem vor.
Heinz Rhode kam beim Bombenangriff auf Berlin am 3. Februar 1945 ums Leben. Er war ledig und hatte keine Kinder.

## Schriften (Auswahl)
- Die beiderseitige Voraussetzung als Vertragsinhalt. Münster i. W. 1924.
- Juristische Person und Treuhand. Grundzüge einer Lehre vom zweckgebundenen Recht. C. Heymann, Berlin 1932.
- Und doch Arbeitsvertrag? In: ZADR, 3 (1936), S. 371–375.
- Die Willenserklärung und der Pflichtgedanke im Rechtsverkehr. (= Neue deutsche Forschungen, Bd. 172; Neue deutsche Forschungen / Abteilung Bürgerliches Recht, Handels- und Wirtschaftsrecht, Bd. 3) Junker und Dünnhaupt Verlag, Berlin 1938.
- Volksgemeinschaft und Betriebsgemeinschaft. Berlin 1942.
- Arbeitsrecht, Sozialrecht, Gemeinschaftsrecht. Arbeitswissenschaftlicher Verlag, Berlin 1944.